# آب‌وهوای کوزوو
کوزوو کشور نسبتاً کوچکی است. به‌دلیل موقعیت اقلیمی و ساختار پیچیده ناهمواری‌ها، این منطقه دارای سامانه‌های آب‌وهوایی متنوعی است.
کوزوو در بخش جنوبی عرض جغرافیایی میانی نیم‌کره شمالی قرار دارد و تحت‌تأثیر آب‌وهوای معتدل مدیترانه‌ای و آب‌وهوای قاره‌ای اروپا است. عوامل مهمی که بر آب‌وهوای کوزوو تأثیر می‌گذارند عبارتند از: موقعیت آن نسبت به اوراسیا و آفریقا، توده‌های هیدروگرافی (اقیانوس اطلس و دریای مدیترانه)، توده‌های جوی (گرمسیری، قطبی و قاره‌ای) و موارد دیگر. عوامل فرعی تأثیرگذار عبارتند از: پستی‌وبلندی، هیدروگرافی، دشت و پوشش گیاهی.

## مناطق

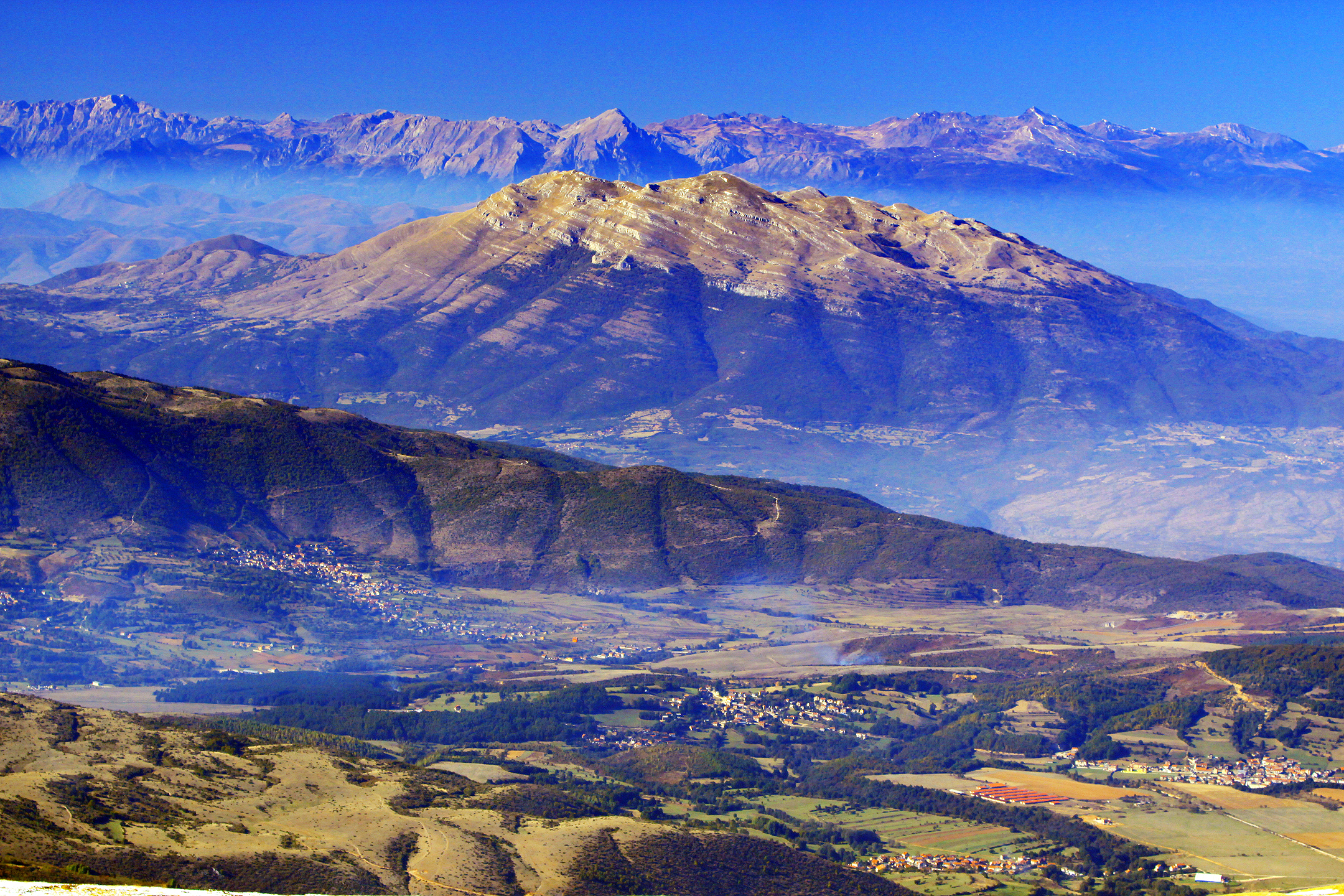
منظره منطقه اوپوجا، بخش پایینی کوریتنیک و کوه پاشتریک در مرکز.

منطقه آب‌وهوایی دره ایبار تحت‌تأثیر توده‌های هوای قاره‌ای است. به همین دلیل، در این بخش از منطقه، زمستان‌ها سردتر هستند و دمای متوسط آنها بالای −۱۰ درجه سلسیوس (۱۴ درجه فارنهایت) است. اما گاهی تا −۲۶ درجه سلسیوس (−۱۵ درجه فارنهایت) نیز می‌رسد. تابستان‌ها بسیار گرم است و میانگین دما به ۲۰ درجه سلسیوس (۶۸ درجه فارنهایت) است. و گاهی تا ۳۷ درجه سلسیوس (۹۹ درجه فارنهایت) نیز می‌رسد. این منطقه با آب‌وهوای خشک و بارندگی سالانه تقریباً ۶۰۰ میلی‌متر در سال. منطقه آب‌وهوایی متوهیا، که شامل حوزه آبخیز رودخانه وایت درین می‌شود، به‌شدت تحت‌تأثیر توده‌های هوای گرمی است که از دریای آدریاتیک عبور می‌کنند. دمای متوسط در طول زمستان از ۰٫۵ درجه سلسیوس (۳۲٫۹ درجه فارنهایت) تا ۲۲٫۸ درجه سلسیوس (۷۳٫۰ درجه فارنهایت) متغیر است. میانگین بارندگی سالانه این منطقه آب‌وهوایی حدود ۷۰۰ میلیمتر (۲۸ اینچ) در سال است. زمستان با بارش برف سنگین مشخص می‌شود. منطقه آب‌وهوایی کوهستان‌ها و بخش‌های جنگلی با آب‌وهوای جنگلی معمولی مشخص می‌شود که سالانه با بارندگی‌های شدید (۹۰۰ تا ۱٬۳۰۰ میلیمتر (۳۵ تا ۵۱ اینچ) همراه است) با تابستان‌هایی بسیار کوتاه و سرد و زمستان‌هایی که سرد و همراه با برف زیاد هستند. درنهایت، می‌توان اظهار داشت که منطقه کوزوو با آب‌وهوای آفتابی با شرایط دمایی و رطوبتی متغیر مشخص می‌شود. جریان‌های عمومی هوا، ویژگی‌های فیزیکی، جغرافیایی و توپوگرافی، تغییرات مکانی و زمانی عناصر اقلیمی را اعمال می‌کنند.

## دمای هوا
دمای هوا عنصر اصلی اقلیمی است که میزان گرمای هوا در لایه‌های نزدیک زمین را نشان می‌دهد. در کوزوو، اختلاف دمایی در جهت افقی و عمودی وجود دارد. قسمت شرقی آن سردتر از قسمت غربی است.
میانگین دمای سالانه کوزوو ۹٫۵ درجه سلسیوس (۴۹٫۱ درجه فارنهایت) است. گرم‌ترین ماه، ژوئیه، با ۲۸٫۳ درجه سلسیوس (۸۲٫۹ درجه فارنهایت) است و سردترین ماه، ژانویه، با −۱۸٫۷ درجه سلسیوس (−۱٫۷ درجه فارنهایت). بالاترین میانگین دما در طول سال در پریزرن ۱۲ درجه سلسیوس (۵۴ درجه فارنهایت) و کمترین دما در پودویفو ۹ درجه سلسیوس (۴۸ درجه فارنهایت) می‌باشد. به‌جز پریزرن و ایستوگ، تمام ایستگاه‌های هواشناسی دیگر، در ژانویه میانگین دمایی زیر ۰ درجه سلسیوس (۳۲ درجه فارنهایت) دارند.
به‌جز مقادیر میانگین دما، ویژگی‌های حرارتی کوزوو در تجزیه‌وتحلیل مقادیر حدی بهتر درک خواهد شد. حداکثر مقادیر در تمام ایستگاه‌های هواشناسی بالاتر از ۳۵ درجه سلسیوس (۹۵ درجه فارنهایت) است، درحالی که کمترین مقدار مطلق در ۶ ژوئن ۱۹۶۳ در گنییلان با مقدار −۳۲٫۵ درجه سلسیوس (−۲۶٫۵ درجه فارنهایت) ثبت شده است. به‌طور خلاصه، دامنه میانگین مقادیر میانگین در کوزوو ۲۰٫۵ درجه سلسیوس (۶۸٫۹ درجه فارنهایت) است. تغییرات دمای هوا از سالی به سال دیگر کاملاً محسوس است. در بخش‌های پست کوزوو، روزهای گرمسیری معمولاً ۳۰ روز طول می‌کشند.

### دمای هوا در کوزوو برحسب سانتیگراد (°C)[۴]
| شهر       | ارتفاع | ژانویه | فوریه | مارس | آوریل | مه   | ژوئن | ژوئیه | اوت  | سپتامبر | اکتبر | نوامبر | دسامبر | سال  |
| --------- | ------ | ------ | ----- | ---- | ----- | ---- | ---- | ----- | ---- | ------- | ----- | ------ | ------ | ---- |
| پچ        | ۵۲۳    | ۰٫۱    | ۱٫۳   | ۵٫۹  | ۱۱٫۵  | ۱۵٫۴ | ۱۹٫۵ | ۲۲٫۲  | ۲۰٫۹ | ۱۷٫۷    | ۱۲٫۶  | ۷٫۹    | ۰٫۸    | ۱۱٫۳ |
| پریزرن    | ۴۳۶    | ۱٫۴    | ۳٫۱   | ۷٫۸  | ۱۲٫۹  | ۱۶٫۸ | ۲۱٫۱ | ۲۳٫۷  | ۲۲٫۸ | ۱۹٫۳    | ۱۴    | ۹٫۳    | ۲٫۵    | ۱۲٫۹ |
| میترویتسا | ۵۲۱    | -۰٫۷   | ۰٫۵   | ۵٫۳  | ۱۰٫۵  | ۱۴٫۹ | ۱۸٫۹ | ۲۱٫۵  | ۲۰٫۳ | ۱۶٫۸    | ۱۱٫۹  | ۷٫۲    | ۰٫۵    | ۱۰٫۶ |
| پریشتینا  | ۶۳۰    | -۰٫۹   | ۰٫۱   | ۴٫۸  | ۱۰٫۵  | ۱۴٫۹ | ۱۹٫۱ | ۲۱٫۱  | ۲۰   | ۱۶٫۳    | ۱۱٫۸  | ۷٫۱    | ۰٫۳    | ۱۰٫۴ |

## بارش
بارش شاخص مهمی از آب‌وهوای کوزوو است و نشان‌دهنده یک عنصر هواشناسی با تغییرات قابل توجه با زمان و منطقه است. ویژگی‌های بارندگی هر منطقه عبارتند از: فرم‌های بارش، توزیع آنها در طول سال، میزان سالانه، رژیم بارش‌سنجی، تعداد روزهای بارندگی و شدت آنها. تمام اشکال بارش در کوزوو قابل مشاهده است. بارندگی در تپه‌ها و دره‌ها و بارش برف سنگین در مناطق کوهستانی مرتفع مانند رشته‌کوه آکرسید و کوه‌های شار از اهمیت بالایی برخوردار است. وجود تگرگ پدیده‌ای نامطلوب برای کشاورزی در کوزوو است. این نوع بارش بیشتر در ماه‌های ژوئیه و اوت رخ می‌دهد.
اگرچه کوزوو در منطقه نسبتاً کوچکی قرار دارد، اما تفاوت‌های قابل توجهی بین مناطق و میزان بارندگی آنها وجود دارد. کوزوو تحت‌تأثیر رژیم بارش دریایی میانی و قاره‌ای میانی قرار دارد. در غرب، شکل دریایی میانی بیشتر دیده می‌شود. این نوع رژیم بارش به‌دلیل بارندگی‌های زیاد در طول سال (بیش از ۷۰۰ میلیمتر (۲۸ اینچ)، حداکثر مقدار آن در طول نوامبر و حداقل آن در طول تابستان. بخش شرقی تحت‌تأثیر نوع بارش قاره‌ای میانی قرار دارد که با کمبود بارندگی در طول سال (بیش از ۶۰۰ میلیمتر (۲۴ اینچ) شناخته می‌شود، حداکثر مقدار آن در طول ماه مه و حداقل آن در طول زمستان. بیشترین میزان بارندگی در قسمت غربی رشته‌کوه آکرسید با بیش‌از ۱٬۷۵۰ میلیمتر (۶۹ اینچ) است، درحالی که کمترین میزان بارندگی را می‌توان در قسمت شرقی - کوزوو کامنیکا با کمتر از ۶۰۰ میلیمتر (۲۴ اینچ) یافت. بارش برف در ماه‌های سرد سال امری عادی است. در مناطق پست کوزوو به‌طور متوسط ۲۶ روز برف می‌بارد، درحالی که در مناطق مرتفع بیش از ۱۰۰ روز برف می‌بارد. تعداد روزهای برفی و ضخامت برف به پستی و بلندی‌های سطح زمین بستگی دارد. بارش برف در حفظ رطوبت سطح زمین، ایجاد ذخایر آب، گردشگری و غیره اهمیت دارد.

## بادها
بادها یک پدیده هواشناسی تصادفی در کوزوو هستند. جهت باد غالب معمولاً نیرو و سرعت بیشتری دارد. میانگین سرعت باد در کوزوو ۱٫۳ متر بر ثانیه در پچ و به ۲٫۴ متر بر ثانیه در اوروشواس نیز می‌رسد. سرعت باد شدید در کوزوو حدود ۳۱ متر بر ثانیه است. که در ماه‌های مارس و آوریل رخ می‌دهد؛ معمولاً به ایجاد خسارت به خانه‌ها منجر می‌شود.

## تابش

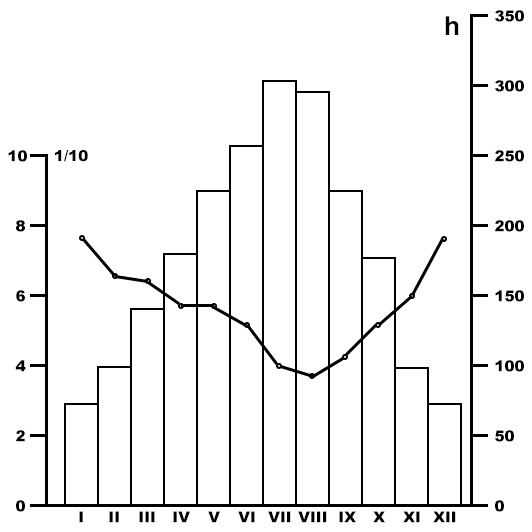
نمودار گرافیکی میزان تابش خورشید به کوزوو

میزان تابش خورشید، معیاری از انرژی تابشی خورشید است که بر روی یک سطح مشخص دریافت و در یک زمان معین ثبت می‌شود. تابش خورشید یک عنصر اقلیمی است که در فعالیت‌های مختلف اقتصادی مانند کشاورزی، گردشگری و غیره اهمیت دارد.
دوره تابش خورشید به عوامل نجومی، هواشناسی و پستی و بلندی بستگی دارد. در دره‌های باریک، دره‌های رودخانه‌ای و رشته‌کوه‌ها، به‌دلیل افزایش پوشش ابر و ارتفاع، میزان تابش خورشید کمتر است.

کوزوو به‌طور متوسط ۲٬۰۶۶ ساعت در سال یا تقریباً ۵٫۷ ساعت در روز آفتابی است. بالاترین میزان تابش خورشیدی در پریشتینا با ۲٫۱۴۰ ساعت در طول یک سال است و پریزرن با ۲٫۰۹۹ ساعت، در حالی که پچ با ۱٫۹۵۸ ساعت کمترین میزان تابش خورشیدی را دارند. حداکثر میزان تابش خورشید در کوزوو در ماه ژوئیه و کمترین میزان تابش خورشید در ماه دسامبر رخ می‌دهد.

## تفاوت‌های اقلیمی و منطقه‌ای
تغییرات اقلیمی براساس منطقه‌ها به عوامل مختلفی بستگی دارد، مانند: پوشش گیاهی، رطوبت منطقه و غیره. طبقه‌بندی‌های اقلیمی معمولاً براساس موارد زیر انجام می‌شوند: قرار گرفتن در معرض باد، ارتفاع و جهت کوه، اثرات اقلیمی بر پوشش گیاهی و جویبارها. از بین تمام طبقه‌بندی‌های اقلیمی انجام شده در کوزوو، دقیق‌ترین طبقه‌بندی، طبقه‌بندی ارائه شده توسط سامانه طبقه‌بندی اقلیمی کوپن است. براساس این طبقه‌بندی، کوزوو جزو آب‌وهوای نوع C و D است. میانگین دمای هوای گرم کوزوو در ماه‌های تابستان زیر ۲۲ درجه سلسیوس (۷۲ درجه فارنهایت) است. و میانگین دمای سرد بالای −۳ درجه سلسیوس (۲۷ درجه فارنهایت) است. با توجه به ویژگی‌های حرارتی، میزان بارندگی آنها در مناطق پست کوزوو، دو زیرگروه آب‌وهوایی به‌دست می‌آید:
- زیرگروه دره دوکاگجین
- زیرگروه دره کوزوو

زیرگروه آب‌وهوایی بخش غربی زمستان‌های ملایم و میزان بارندگی زیادی دارد. این ویژگی‌ها از آب‌وهوای مدیترانه‌ای به ارث رسیده‌اند. زیرگروه اقلیمی کوزوو دارای زمستان‌های سرد و کمبود بارندگی است، ویژگی‌هایی که از نوع آب‌وهوای قاره‌ای به ارث رسیده‌اند. اگرچه کوزوو بیشتر اوقات این ویژگی‌های آب‌وهوایی را دارد، اما ممکن است در سال‌های خاصی تغییرات عمده‌ای در آب‌وهوا رخ دهد. در سال ۱۹۹۲، کوزوو تابستانی بسیار گرم و خشک داشت که با نوع آب و هوایی B کوپن مطابقت دارد. نوع اقلیمی D که با میانگین دمای −۳ درجه سلسیوس (۲۷ درجه فارنهایت) شناخته می‌شود در ماه‌های سرد و ۱۵ درجه سلسیوس (۵۹ درجه فارنهایت) در ماه‌های گرم را می‌توان در بخش‌های مرتفع کوزوو، مانند رشته‌کوه آکرسید، کوه‌های شار و کوپائونیک یافت. این نوع آب‌وهوا با نام‌های زیرآلپی و آلپی شناخته می‌شود.

## تأثیر تغییرات اقلیمی
تغییرات اقلیمی نقش حیاتی در کشاورزی، تفریح، گردشگری، حمل‌ونقل، پزشکی و شرایط بهداشتی-درمانی ایفا می‌کند.
کوزوو در چند دهه گذشته شاهد افزایش دما بوده است، به‌طوری که زمستان‌ها معتدل‌تر و تابستان‌ها به‌طور فزاینده‌ای گرم‌تر شده‌اند. در عوض، این تغییر در الگوهای دما منجر به افزایش مصرف انرژی کوزوو برای خنک کردن خانه‌ها در ماه‌های تابستان شده و بر کشاورزی و منابع آب تأثیر می‌گذارد.
مطالعه‌ای که توسط صندوق کودکان سازمان ملل متحد (یونیسف) در مورد تأثیر تغییرات اقلیمی در کوزوو انجام شده است، نشان می‌دهد که شهروندان جوان این کشور به‌طور ویژه تحت‌تأثیر تغییرات اقلیمی قرار گرفته‌اند. این مطالعه نشان داد که زوال سریع محیط زیست و تشدید آلودگی هوا به‌دلیل تغییرات اقلیمی، حقوق اساسی آنها در زمینه سلامت، آموزش و ایمنی را به خطر می‌اندازد.

## جعبه‌های آب‌وهوایی
| داده‌های اقلیم Pristina (1991-2020) | داده‌های اقلیم Pristina (1991-2020) | داده‌های اقلیم Pristina (1991-2020) | داده‌های اقلیم Pristina (1991-2020) | داده‌های اقلیم Pristina (1991-2020) | داده‌های اقلیم Pristina (1991-2020) | داده‌های اقلیم Pristina (1991-2020) | داده‌های اقلیم Pristina (1991-2020) | داده‌های اقلیم Pristina (1991-2020) | داده‌های اقلیم Pristina (1991-2020) | داده‌های اقلیم Pristina (1991-2020) | داده‌های اقلیم Pristina (1991-2020) | داده‌های اقلیم Pristina (1991-2020) | داده‌های اقلیم Pristina (1991-2020) |
| ماه                                | ژانویه                             | فوریه                              | مارس                               | آوریل                              | مه                                 | ژوئن                               | ژوئیه                              | اوت                                | سپتامبر                            | اکتبر                              | نوامبر                             | دسامبر                             | سال                                |
| ---------------------------------- | ---------------------------------- | ---------------------------------- | ---------------------------------- | ---------------------------------- | ---------------------------------- | ---------------------------------- | ---------------------------------- | ---------------------------------- | ---------------------------------- | ---------------------------------- | ---------------------------------- | ---------------------------------- | ---------------------------------- |
| میانگین بیش‌ترین °C (°F)            | ۳٫۳ (۳۸)                           | ۵٫۴ (۴۲)                           | ۱۰٫۱ (۵۰)                          | ۱۵٫۳ (۶۰)                          | ۱۹٫۸ (۶۸)                          | ۲۴٫۱ (۷۵)                          | ۲۶٫۸ (۸۰)                          | ۲۷٫۴ (۸۱)                          | ۲۱٫۶ (۷۱)                          | ۱۶٫۲ (۶۱)                          | ۱۰٫۳ (۵۱)                          | ۴٫۴ (۴۰)                           | ۱۵٫۳۹ (۵۹٫۸)                       |
| میانگین روزانه °C (°F)             | −۰٫۶ (۳۱)                          | ۱٫۱ (۳۴)                           | ۵٫۱ (۴۱)                           | ۱۰٫۱ (۵۰)                          | ۱۴٫۸ (۵۹)                          | ۱۸٫۹ (۶۶)                          | ۲۱٫۵ (۷۱)                          | ۲۱٫۸ (۷۱)                          | ۱۶٫۵ (۶۲)                          | ۱۱٫۲ (۵۲)                          | ۵٫۹ (۴۳)                           | ۰٫۸ (۳۳)                           | ۱۰٫۵۹ (۵۱٫۱)                       |
| میانگین کم‌ترین °C (°F)             | −۳٫۷ (۲۵)                          | −۲٫۵ (۲۸)                          | ۰٫۶ (۳۳)                           | ۴٫۹ (۴۱)                           | ۹٫۷ (۴۹)                           | ۱۳٫۸ (۵۷)                          | ۱۶٫۱ (۶۱)                          | ۱۶٫۳ (۶۱)                          | ۱۱٫۸ (۵۳)                          | ۷ (۴۵)                             | ۲٫۵ (۳۷)                           | −۲ (۲۸)                            | ۶٫۲۱ (۴۳٫۲)                        |
| بارندگی میلی‌متر (اینچ)             | ۴۷ (۱٫۸۵)                          | ۴۵ (۱٫۷۷)                          | ۶۲ (۲٫۴۴)                          | ۷۳ (۲٫۸۷)                          | ۸۰ (۳٫۱۵)                          | ۶۷ (۲٫۶۴)                          | ۵۴ (۲٫۱۳)                          | ۴۰ (۱٫۵۷)                          | ۴۹ (۱٫۹۳)                          | ۴۸ (۱٫۸۹)                          | ۵۰ (۱٫۹۷)                          | ۶۰ (۲٫۳۶)                          | ۶۷۵ (۲۶٫۵۷)                        |
| میانگین روزهای بارندگی             | ۷                                  | ۶                                  | ۸                                  | ۹                                  | ۱۰                                 | ۹                                  | ۷                                  | ۶                                  | ۶                                  | ۶                                  | ۷                                  | ۸                                  | ۸۹                                 |
| میانگین روزانه ساعت‌های تابش آفتاب  | ۴٫۷                                | ۵٫۳                                | ۷٫۱                                | ۹٫۱                                | ۱۰٫۱                               | ۱۱٫۲                               | ۱۱٫۵                               | ۱۱٫۰                               | ۸٫۶                                | ۶٫۷                                | ۵٫۷                                | ۴٫۵                                | ۷٫۹۶                               |
| منبع:                              |                                    |                                    |                                    |                                    |                                    |                                    |                                    |                                    |                                    |                                    |                                    |                                    |                                    |

| داده‌های اقلیم Pristina (1961–1990)                   | داده‌های اقلیم Pristina (1961–1990) | داده‌های اقلیم Pristina (1961–1990) | داده‌های اقلیم Pristina (1961–1990) | داده‌های اقلیم Pristina (1961–1990) | داده‌های اقلیم Pristina (1961–1990) | داده‌های اقلیم Pristina (1961–1990) | داده‌های اقلیم Pristina (1961–1990) | داده‌های اقلیم Pristina (1961–1990) | داده‌های اقلیم Pristina (1961–1990) | داده‌های اقلیم Pristina (1961–1990) | داده‌های اقلیم Pristina (1961–1990) | داده‌های اقلیم Pristina (1961–1990) | داده‌های اقلیم Pristina (1961–1990) |
| ماه                                                  | ژانویه                             | فوریه                              | مارس                               | آوریل                              | مه                                 | ژوئن                               | ژوئیه                              | اوت                                | سپتامبر                            | اکتبر                              | نوامبر                             | دسامبر                             | سال                                |
| ---------------------------------------------------- | ---------------------------------- | ---------------------------------- | ---------------------------------- | ---------------------------------- | ---------------------------------- | ---------------------------------- | ---------------------------------- | ---------------------------------- | ---------------------------------- | ---------------------------------- | ---------------------------------- | ---------------------------------- | ---------------------------------- |
| سابقهٔ بیش‌ترین °C (°F)                                | ۱۵٫۸ (۶۰)                          | ۲۰٫۲ (۶۸)                          | ۲۶٫۰ (۷۹)                          | ۲۹٫۰ (۸۴)                          | ۳۲٫۳ (۹۰)                          | ۳۶٫۳ (۹۷)                          | ۳۹٫۲ (۱۰۳)                         | ۳۶٫۸ (۹۸)                          | ۳۴٫۴ (۹۴)                          | ۲۹٫۳ (۸۵)                          | ۲۲٫۰ (۷۲)                          | ۱۵٫۶ (۶۰)                          | ۳۹٫۲ (۱۰۳)                         |
| میانگین بیش‌ترین °C (°F)                              | ۲٫۴ (۳۶)                           | ۵٫۵ (۴۲)                           | ۱۰٫۵ (۵۱)                          | ۱۵٫۷ (۶۰)                          | ۲۰٫۷ (۶۹)                          | ۲۳٫۹ (۷۵)                          | ۲۶٫۴ (۸۰)                          | ۲۶٫۷ (۸۰)                          | ۲۳٫۱ (۷۴)                          | ۱۷٫۱ (۶۳)                          | ۱۰٫۱ (۵۰)                          | ۴٫۱ (۳۹)                           | ۱۵٫۵ (۶۰)                          |
| میانگین روزانه °C (°F)                               | −۱٫۳ (۳۰)                          | ۱٫۱ (۳۴)                           | ۵٫۰ (۴۱)                           | ۹٫۹ (۵۰)                           | ۱۴٫۷ (۵۸)                          | ۱۷٫۸ (۶۴)                          | ۱۹٫۷ (۶۷)                          | ۱۹٫۵ (۶۷)                          | ۱۵٫۹ (۶۱)                          | ۱۰٫۶ (۵۱)                          | ۵٫۱ (۴۱)                           | ۰٫۴ (۳۳)                           | ۹٫۸ (۵۰)                           |
| میانگین کم‌ترین °C (°F)                               | −۴٫۹ (۲۳)                          | −۲٫۸ (۲۷)                          | ۰٫۲ (۳۲)                           | ۴٫۲ (۴۰)                           | ۸٫۵ (۴۷)                           | ۱۱٫۴ (۵۳)                          | ۱۲٫۵ (۵۵)                          | ۱۲٫۳ (۵۴)                          | ۹٫۴ (۴۹)                           | ۵٫۰ (۴۱)                           | ۰٫۹ (۳۴)                           | −۳٫۱ (۲۶)                          | ۴٫۴ (۴۰)                           |
| سابقهٔ کم‌ترین °C (°F)                                 | −۲۷٫۲ (−۱۷)                        | −۲۴٫۵ (−۱۲)                        | −۱۴٫۲ (۶)                          | −۵٫۳ (۲۲)                          | −۱٫۸ (۲۹)                          | ۰٫۵ (۳۳)                           | ۳٫۹ (۳۹)                           | ۴٫۴ (۴۰)                           | −۴٫۰ (۲۵)                          | −۸٫۰ (۱۸)                          | −۱۷٫۶ (۰)                          | −۲۰٫۶ (−۵)                         | −۲۷٫۲ (−۱۷)                        |
| بارندگی میلی‌متر (اینچ)                               | ۳۸٫۹ (۱٫۵۳)                        | ۳۶٫۱ (۱٫۴۲)                        | ۳۸٫۸ (۱٫۵۳)                        | ۴۸٫۸ (۱٫۹۲)                        | ۶۸٫۲ (۲٫۶۹)                        | ۶۰٫۳ (۲٫۳۷)                        | ۵۱٫۶ (۲٫۰۳)                        | ۴۴٫۰ (۱٫۷۳)                        | ۴۲٫۱ (۱٫۶۶)                        | ۴۵٫۴ (۱٫۷۹)                        | ۶۸٫۲ (۲٫۶۹)                        | ۵۵٫۵ (۲٫۱۹)                        | ۵۹۷٫۹ (۲۳٫۵۴)                      |
| میانگین روزهای بارندگی (≥ ۰.۱ mm)                    | ۱۳٫۶                               | ۱۲٫۳                               | ۱۱٫۴                               | ۱۲٫۱                               | ۱۲٫۸                               | ۱۱٫۹                               | ۸٫۳                                | ۷٫۹                                | ۷٫۵                                | ۸٫۶                                | ۱۲٫۳                               | ۱۴٫۵                               | ۱۳۳٫۲                              |
| میانگین روزهای برفی                                  | ۱۰٫۲                               | ۸٫۳                                | ۶٫۲                                | ۱٫۵                                | ۰٫۰                                | ۰٫۰                                | ۰٫۰                                | ۰٫۰                                | ۰٫۰                                | ۰٫۵                                | ۳٫۴                                | ۸٫۱                                | ۳۸٫۲                               |
| درصد رطوبت                                           | ۸۳                                 | ۷۷                                 | ۷۰                                 | ۶۵                                 | ۶۷                                 | ۶۷                                 | ۶۳                                 | ۶۲                                 | ۶۸                                 | ۷۴                                 | ۸۰                                 | ۸۳                                 | ۷۱                                 |
| میانگین روزانه ساعت‌های تابش آفتاب                    | ۷۰٫۸                               | ۹۶٫۰                               | ۱۴۳٫۰                              | ۱۸۴٫۰                              | ۲۲۷٫۹                              | ۲۴۶٫۳                              | ۲۹۹٫۳                              | ۲۸۹٫۶                              | ۲۲۵٫۸                              | ۱۷۳٫۵                              | ۹۶٫۹                               | ۷۰٫۲                               | ۲٬۱۲۳٫۳                            |
| منبع: Republic Hydrometeorological Service of Serbia |                                    |                                    |                                    |                                    |                                    |                                    |                                    |                                    |                                    |                                    |                                    |                                    |                                    |

| داده‌های اقلیم Prizren (1961–1990)                    | داده‌های اقلیم Prizren (1961–1990) | داده‌های اقلیم Prizren (1961–1990) | داده‌های اقلیم Prizren (1961–1990) | داده‌های اقلیم Prizren (1961–1990) | داده‌های اقلیم Prizren (1961–1990) | داده‌های اقلیم Prizren (1961–1990) | داده‌های اقلیم Prizren (1961–1990) | داده‌های اقلیم Prizren (1961–1990) | داده‌های اقلیم Prizren (1961–1990) | داده‌های اقلیم Prizren (1961–1990) | داده‌های اقلیم Prizren (1961–1990) | داده‌های اقلیم Prizren (1961–1990) | داده‌های اقلیم Prizren (1961–1990) |
| ماه                                                  | ژانویه                            | فوریه                             | مارس                              | آوریل                             | مه                                | ژوئن                              | ژوئیه                             | اوت                               | سپتامبر                           | اکتبر                             | نوامبر                            | دسامبر                            | سال                               |
| ---------------------------------------------------- | --------------------------------- | --------------------------------- | --------------------------------- | --------------------------------- | --------------------------------- | --------------------------------- | --------------------------------- | --------------------------------- | --------------------------------- | --------------------------------- | --------------------------------- | --------------------------------- | --------------------------------- |
| سابقهٔ بیش‌ترین °C (°F)                                | ۲۰٫۲ (۶۸)                         | ۲۲٫۴ (۷۲)                         | ۲۶٫۰ (۷۹)                         | ۳۱٫۳ (۸۸)                         | ۳۳٫۸ (۹۳)                         | ۴۰٫۶ (۱۰۵)                        | ۴۰٫۸ (۱۰۵)                        | ۳۷٫۳ (۹۹)                         | ۳۵٫۸ (۹۶)                         | ۳۱٫۴ (۸۹)                         | ۲۵٫۶ (۷۸)                         | ۲۳٫۷ (۷۵)                         | ۴۰٫۸ (۱۰۵)                        |
| میانگین بیش‌ترین °C (°F)                              | ۳٫۳ (۳۸)                          | ۶٫۸ (۴۴)                          | ۱۱٫۹ (۵۳)                         | ۱۷٫۲ (۶۳)                         | ۲۲٫۵ (۷۳)                         | ۲۶٫۰ (۷۹)                         | ۲۸٫۵ (۸۳)                         | ۲۸٫۳ (۸۳)                         | ۲۴٫۵ (۷۶)                         | ۱۸٫۰ (۶۴)                         | ۱۱٫۱ (۵۲)                         | ۵٫۰ (۴۱)                          | ۱۶٫۹ (۶۲)                         |
| میانگین روزانه °C (°F)                               | ۰٫۰ (۳۲)                          | ۲٫۸ (۳۷)                          | ۷٫۱ (۴۵)                          | ۱۱٫۹ (۵۳)                         | ۱۶٫۸ (۶۲)                         | ۲۰٫۲ (۶۸)                         | ۲۲٫۲ (۷۲)                         | ۲۱٫۸ (۷۱)                         | ۱۸٫۱ (۶۵)                         | ۱۲٫۳ (۵۴)                         | ۶٫۹ (۴۴)                          | ۱٫۸ (۳۵)                          | ۱۱٫۸ (۵۳)                         |
| میانگین کم‌ترین °C (°F)                               | −۳٫۰ (۲۷)                         | −۰٫۶ (۳۱)                         | ۲٫۷ (۳۷)                          | ۶٫۹ (۴۴)                          | ۱۱٫۳ (۵۲)                         | ۱۴٫۴ (۵۸)                         | ۱۵٫۸ (۶۰)                         | ۱۵٫۴ (۶۰)                         | ۱۲٫۱ (۵۴)                         | ۷٫۳ (۴۵)                          | ۳٫۲ (۳۸)                          | −۱٫۰ (۳۰)                         | ۷٫۱ (۴۵)                          |
| سابقهٔ کم‌ترین °C (°F)                                 | −۲۳٫۶ (−۱۰)                       | −۱۹٫۱ (−۲)                        | −۱۱٫۷ (۱۱)                        | −۲٫۶ (۲۷)                         | −۰٫۴ (۳۱)                         | ۳٫۸ (۳۹)                          | ۷٫۳ (۴۵)                          | ۷٫۰ (۴۵)                          | −۰٫۸ (۳۱)                         | −۴٫۳ (۲۴)                         | −۱۲٫۶ (۹)                         | −۱۷٫۴ (۱)                         | −۲۳٫۶ (−۱۰)                       |
| بارندگی میلی‌متر (اینچ)                               | ۷۶٫۲ (۳)                          | ۵۴٫۱ (۲٫۱۳)                       | ۶۳٫۵ (۲٫۵)                        | ۶۱٫۱ (۲٫۴۱)                       | ۶۶٫۷ (۲٫۶۳)                       | ۶۹٫۷ (۲٫۷۴)                       | ۵۸٫۶ (۲٫۳۱)                       | ۱۲۷٫۴ (۵٫۰۲)                      | ۵۸٫۲ (۲٫۲۹)                       | ۵۵٫۱ (۲٫۱۷)                       | ۸۸٫۳ (۳٫۴۸)                       | ۸۱٫۱ (۳٫۱۹)                       | ۸۶۰٫۰ (۳۳٫۸۶)                     |
| میانگین روزهای بارندگی (≥ ۰.۱ mm)                    | ۱۲٫۸                              | ۱۲٫۱                              | ۱۲٫۱                              | ۱۲٫۸                              | ۱۲٫۳                              | ۱۱٫۶                              | ۸٫۹                               | ۷٫۵                               | ۸٫۱                               | ۹٫۳                               | ۱۲٫۶                              | ۱۳٫۵                              | ۱۳۳٫۶                             |
| میانگین روزهای برفی                                  | ۷٫۶                               | ۵٫۶                               | ۳٫۸                               | ۰٫۴                               | ۰٫۰                               | ۰٫۰                               | ۰٫۰                               | ۰٫۰                               | ۰٫۰                               | ۰٫۱                               | ۲٫۱                               | ۵٫۸                               | ۲۵٫۴                              |
| درصد رطوبت                                           | ۸۱                                | ۷۵                                | ۶۸                                | ۶۴                                | ۶۴                                | ۶۱                                | ۵۸                                | ۵۹                                | ۶۷                                | ۷۴                                | ۷۹                                | ۸۲                                | ۶۹                                |
| میانگین روزانه ساعت‌های تابش آفتاب                    | ۱۰۰٫۲                             | ۹۲٫۰                              | ۱۳۹٫۴                             | ۱۷۶٫۲                             | ۲۲۴٫۵                             | ۲۹۰٫۷                             | ۳۰۰٫۸                             | ۲۸۵٫۷                             | ۲۲۰٫۷                             | ۱۶۳٫۴                             | ۸۹٫۷                              | ۵۴٫۱                              | ۲٬۱۳۷٫۴                           |
| منبع: Republic Hydrometeorological Service of Serbia |                                   |                                   |                                   |                                   |                                   |                                   |                                   |                                   |                                   |                                   |                                   |                                   |                                   |

| داده‌های اقلیم Peja (1961–1990)                       | داده‌های اقلیم Peja (1961–1990) | داده‌های اقلیم Peja (1961–1990) | داده‌های اقلیم Peja (1961–1990) | داده‌های اقلیم Peja (1961–1990) | داده‌های اقلیم Peja (1961–1990) | داده‌های اقلیم Peja (1961–1990) | داده‌های اقلیم Peja (1961–1990) | داده‌های اقلیم Peja (1961–1990) | داده‌های اقلیم Peja (1961–1990) | داده‌های اقلیم Peja (1961–1990) | داده‌های اقلیم Peja (1961–1990) | داده‌های اقلیم Peja (1961–1990) | داده‌های اقلیم Peja (1961–1990) |
| ماه                                                  | ژانویه                         | فوریه                          | مارس                           | آوریل                          | مه                             | ژوئن                           | ژوئیه                          | اوت                            | سپتامبر                        | اکتبر                          | نوامبر                         | دسامبر                         | سال                            |
| ---------------------------------------------------- | ------------------------------ | ------------------------------ | ------------------------------ | ------------------------------ | ------------------------------ | ------------------------------ | ------------------------------ | ------------------------------ | ------------------------------ | ------------------------------ | ------------------------------ | ------------------------------ | ------------------------------ |
| سابقهٔ بیش‌ترین °C (°F)                                | ۱۵٫۴ (۶۰)                      | ۲۲٫۶ (۷۳)                      | ۲۵٫۰ (۷۷)                      | ۲۸٫۰ (۸۲)                      | ۳۱٫۵ (۸۹)                      | ۳۵٫۸ (۹۶)                      | ۳۸٫۲ (۱۰۱)                     | ۳۵٫۹ (۹۷)                      | ۳۴٫۱ (۹۳)                      | ۲۸٫۳ (۸۳)                      | ۲۲٫۹ (۷۳)                      | ۱۸٫۹ (۶۶)                      | ۳۸٫۲ (۱۰۱)                     |
| میانگین بیش‌ترین °C (°F)                              | ۲٫۸ (۳۷)                       | ۶٫۰ (۴۳)                       | ۱۰٫۹ (۵۲)                      | ۱۶٫۱ (۶۱)                      | ۲۰٫۹ (۷۰)                      | ۲۴٫۱ (۷۵)                      | ۲۶٫۵ (۸۰)                      | ۲۶٫۴ (۸۰)                      | ۲۲٫۷ (۷۳)                      | ۱۶٫۹ (۶۲)                      | ۱۰٫۱ (۵۰)                      | ۴٫۵ (۴۰)                       | ۱۵٫۶۶ (۶۰٫۳)                   |
| میانگین روزانه °C (°F)                               | −۰٫۵ (۳۱)                      | ۲٫۱ (۳۶)                       | ۶٫۴ (۴۴)                       | ۱۱٫۲ (۵۲)                      | ۱۵٫۹ (۶۱)                      | ۱۹٫۰ (۶۶)                      | ۲۱٫۱ (۷۰)                      | ۲۰٫۸ (۶۹)                      | ۱۷٫۲ (۶۳)                      | ۱۱٫۸ (۵۳)                      | ۵٫۹ (۴۳)                       | ۱٫۲ (۳۴)                       | ۱۱٫۰۱ (۵۱٫۸)                   |
| میانگین کم‌ترین °C (°F)                               | −۳٫۶ (۲۶)                      | −۱٫۵ (۲۹)                      | ۲٫۰ (۳۶)                       | ۶٫۱ (۴۳)                       | ۱۰٫۳ (۵۱)                      | ۱۳٫۳ (۵۶)                      | ۱۵٫۰ (۵۹)                      | ۱۴٫۸ (۵۹)                      | ۱۱٫۵ (۵۳)                      | ۶٫۸ (۴۴)                       | ۲٫۳ (۳۶)                       | −۱٫۸ (۲۹)                      | ۶٫۲۷ (۴۳٫۴)                    |
| سابقهٔ کم‌ترین °C (°F)                                 | −۲۴٫۸ (−۱۳)                    | −۱۹٫۳ (−۳)                     | −۱۳٫۶ (۸)                      | −۳٫۸ (۲۵)                      | ۰٫۶ (۳۳)                       | ۳٫۵ (۳۸)                       | ۶٫۷ (۴۴)                       | ۵٫۲ (۴۱)                       | −۱٫۲ (۳۰)                      | −۴٫۸ (۲۳)                      | −۱۵٫۳ (۴)                      | −۱۵٫۲ (۵)                      | −۲۴٫۸ (−۱۳)                    |
| بارندگی میلی‌متر (اینچ)                               | ۸۵٫۹ (۳٫۳۸)                    | ۷۱٫۵ (۲٫۸۱)                    | ۶۵٫۲ (۲٫۵۷)                    | ۶۷٫۲ (۲٫۶۵)                    | ۶۸٫۲ (۲٫۶۹)                    | ۵۳٫۰ (۲٫۰۹)                    | ۵۴٫۷ (۲٫۱۵)                    | ۴۸٫۰ (۱٫۸۹)                    | ۵۲٫۱ (۲٫۰۵)                    | ۷۵٫۳ (۲٫۹۶)                    | ۱۱۸٫۲ (۴٫۶۵)                   | ۹۱٫۴ (۳٫۶)                     | ۸۵۰٫۷ (۳۳٫۴۹)                  |
| میانگین روزهای بارندگی (≥ ۰.۱ mm)                    | ۱۲٫۰                           | ۱۲٫۳                           | ۱۱٫۳                           | ۱۱٫۵                           | ۱۳٫۰                           | ۱۳٫۲                           | ۹٫۹                            | ۸٫۷                            | ۸٫۱                            | ۹٫۵                            | ۱۲٫۳                           | ۱۳٫۳                           | ۱۳۵٫۱                          |
| میانگین روزهای برفی                                  | ۸٫۱                            | ۶٫۰                            | ۳٫۷                            | ۰٫۶                            | ۰٫۰                            | ۰٫۰                            | ۰٫۰                            | ۰٫۰                            | ۰٫۰                            | ۰٫۱                            | ۲٫۰                            | ۶٫۵                            | ۲۷                             |
| درصد رطوبت                                           | ۸۱                             | ۷۵                             | ۶۸                             | ۶۳                             | ۶۴                             | ۶۴                             | ۶۰                             | ۶۰                             | ۶۷                             | ۷۳                             | ۸۱                             | ۸۳                             | ۶۹٫۹                           |
| میانگین روزانه ساعت‌های تابش آفتاب                    | ۶۹٫۵                           | ۹۳٫۳                           | ۱۴۳٫۰                          | ۱۷۲٫۰                          | ۲۰۷٫۸                          | ۲۵۷٫۷                          | ۲۷۴٫۳                          | ۲۶۴٫۹                          | ۲۰۶٫۳                          | ۱۵۲٫۶                          | ۸۶٫۸                           | ۵۵٫۳                           | ۱٬۹۸۳٫۵                        |
| منبع: Republic Hydrometeorological Service of Serbia |                                |                                |                                |                                |                                |                                |                                |                                |                                |                                |                                |                                |                                |